# Temple Jindeng
Le temple Jindeng (chinois simplifié : 金灯寺 ; chinois traditionnel : 金燈寺 ; pinyin : Jīndēng Sì) est un temple bouddhiste de République populaire de Chine situé à Changzhi, dans le sud-est du Xian de Pingshun (province du Shanxi). Il a été construit dans les falaises abruptes du village de Beiquan, à quelques kilomètres à l'ouest de Linzhou. Le temple est connu pour ses grottes, ses rochers et ses statues de bouddha.

## Histoire
L'ancien temple remonte au VIe siècle, pendant la Dynastie Qi du Nord. À cette époque, il a d'abord été appelé « temple Baoyan » (宝岩寺). L'ensemble actuel date de la dynastie Ming (1368–1644).
Dans le temple, il y a 14 niches bouddhiste, 37 sanctuaires bouddhistes, et plus de 500 statues de bouddha gravé de 1504 à 1565.
Le temple est inscrit sur la 6e liste des sites historiques et culturels majeurs protégés au niveau national pour la province du Shanxi, sous le numéro de catalogue 7-817.

## Architecture
Le complexe est construit sur des falaises qui s'élèvent à plus de 1 700 m au dessus du sol. Les principaux bâtiments sont la salle des Shuilu (水陆殿, shuǐlù diàn), la salle du grand bouddha (大佛殿, dàfó diàn), la salle du seigneur Guanyu (关帝殿, guāndì diàn), la salle du Kshitigarbha (地藏殿, dìzàng diàn), etc.

## Galerie

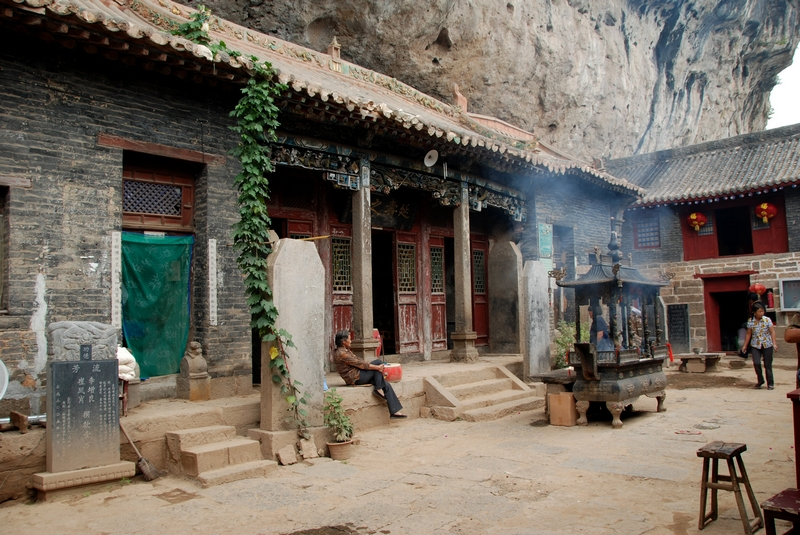
Une des cours du temple.
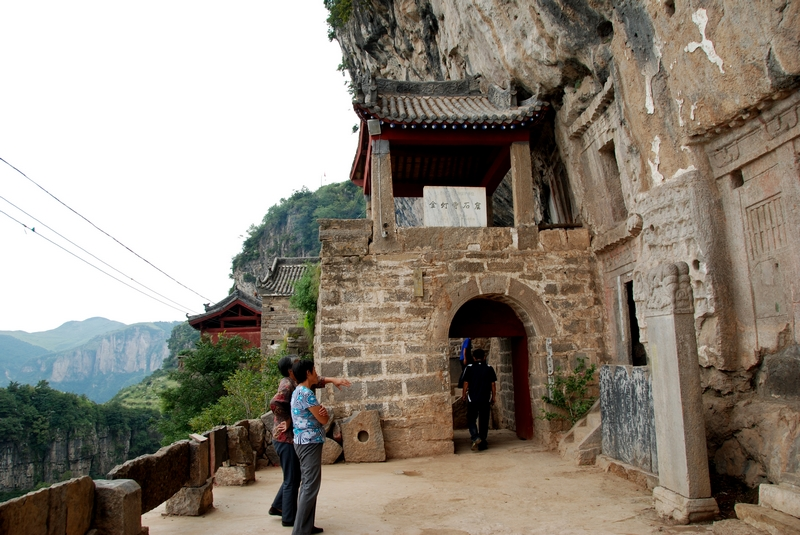
Grottes.
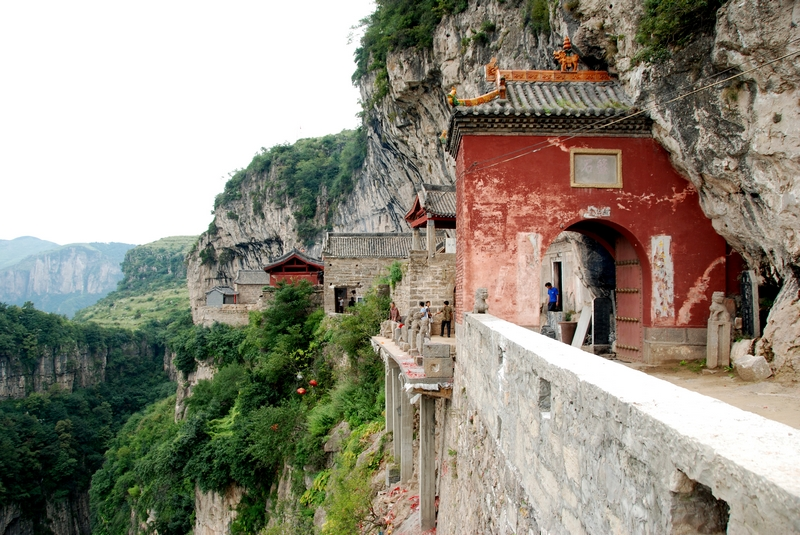
Grottes.
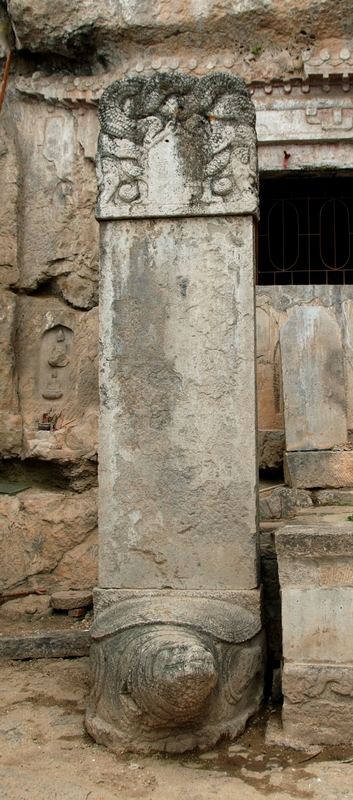
Bìxì.
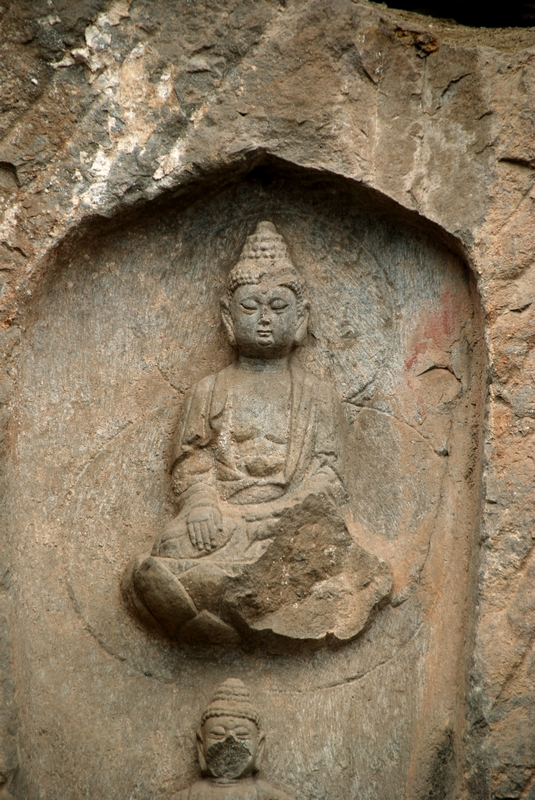
Statue de bouddha.
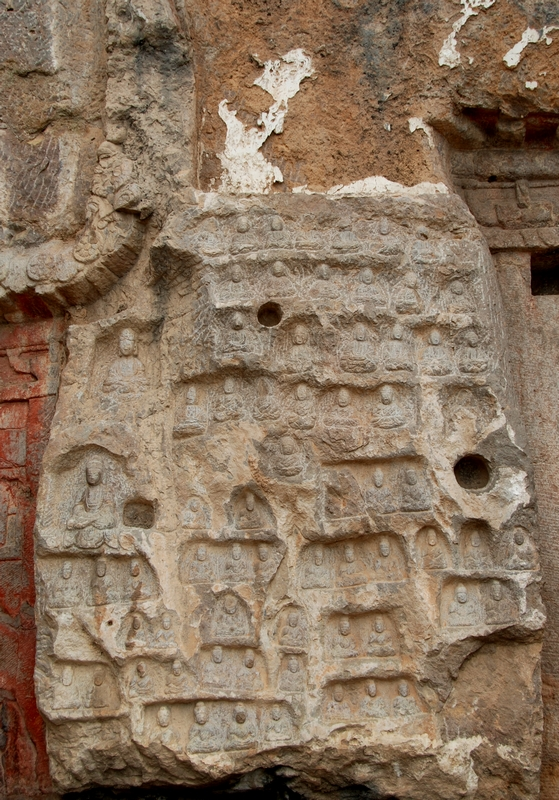
Statues de bouddha.